# تفجير طوزخورماتو يناير 2013
تفجير 23 يناير 2013 تفجير انتحاري استهدف مجلس عزاء في قضاء طوزخورماتو، 170 كلم شمال بغداد ادى إلى سقوط أكثر من 100 بين قتيل وجريح. ووقع التفجير بواسطة شخص يرتدي حزاما ناسفا قام بتفجير نفسه داخل مجلس عزاء أحد أقرباء علي هاشم العضو في مجلس محافظة صلاح الدين والقيادي في الجبهة التركمانية حيث كانت القاعة تضم في وقت حدوت التفجير أكثر من 200 من المعزين 